# 生殖器
生殖器（せいしょくき）とは、生物が有性生殖を行う際に用いる生殖活動に関与する器官の総称である。雄と雌とで異なる生殖器がある場合、それぞれを分けて雄性生殖器、雌性生殖器と呼ぶ。

## 一般的構造
どのような生物でも生殖は行われるので、そのための仕組みが存在するが、体細胞がそのまま生殖の役割を果たす場合、特に呼び変えることは少ない。多細胞生物では、特定の部位が生殖のために分化する場合にはこれを生殖器、あるいは生殖器官と呼ぶ。特に有性生殖に関わる部分をこう呼ぶ場合が多い。動物の場合、生殖細胞を形成する部分を生殖巣（せいしょくそう）という言い方をする場合もある。また、ほ乳類では生殖巣は内分泌腺の能力も持っているので、生殖腺ともいう。生殖細胞を形成する部分の周囲に、その役割を助ける構造が発達する場合、これも生殖器に含める。
形成される配偶子の大きさに差がある場合には、大きい方を形成する構造を雌性生殖器（しせいせいしょくき）、小さい方を形成する方を雄性生殖器（ゆうせいせいしょくき）と呼ぶ。動物のように卵と精子を形成する場合には、卵を形成する側が雌性、精子を形成する側が雄性である。これは個体の雌雄とは無関係である。
生殖器は有性生殖を可能にするための器官であることから、種内ではその形質は安定している。他方、生殖に関するしくみは一般的に通常の生活には利用しない部分であるから、その生物の生活活動での自然選択を受けにくいと考えられる。そのため、その構造は基本的には変化しにくい。高等植物で、花の構造や雌しべの内部構造などが重要な分類上の特徴とされるのは、ここに理由がある。その意味では、リンネが雄しべの数などを用いて分類したのも、見当はずれではない。
それと同時に、種ごとの特異性を示しやすい。特に、昆虫など外骨格の発達した動物ではその部分がキチン質でできており、しかも雌雄の生殖器がうまくかみ合う形になっている。種が異なると細部の構造が異なるので、交尾が成立しないようになっており、種間交雑を妨げる物理的な障壁として働く。各分類群の分類で、種の区別にこの部分を利用する例は多い。
このような部分は、環境との関連が薄く、つまり適応的には無意味である上、鍵と鍵穴のごとく、互いにかみ合わなければ機能として成立せず、しかも生殖に直接にかかわる。それだけに、種分化と大きくかかわることになるとも言われる。

## 動物の場合（一般論）
動物の生殖器では、通常は両性の配偶子を形成する生殖腺と、そこから生殖細胞を体外へ導く管が1そろい、通常1個体に1対ある。雄性のものは精巣と輸精管、雌性のものは卵巣と輸卵管と呼ぶ。動物の生殖巣は、一般に体の内部にできる。体腔がある場合には、体腔内に生じる。生殖細胞が体外に出るには、体が裂けてそれらを放出するのでなければ、多くの場合、特に管が必要になる。生殖細胞の出口を生殖孔という。脊索動物では、このために排出系が流用されている。病院で泌尿生殖器系とまとめるのはこのためである。
体節制の発達した動物では、体節ごとに生殖器を有する例もある。特に環形動物ではその例が多い。
体外受精の動物では、卵も精子も体外へ放出するだけなので、これだけあれば一応は成立する。体内受精の場合、雌は雄の精子を体内に取り込むので、生殖孔は卵の出口であるとともに、精子の取り込み口として機能することが多い。取り込んだ精子を蓄え、受精させるための構造、たとえば貯精嚢のようなものも必要となる。
雄の側は、体内受精であっても精包を届けるような方法を採るものでは、特に複雑な構造を要しない。精子を雌の体内に直接送り込む方法を採るものでは、そのための構造が必要となる。一般には精子を雌の体内に注入するために、雄の生殖孔に中空の突起を備え、これを雌の体内に差し込んで精子を送り込む方法が採られる。このような突起を陰茎（ペニス）という。また、この場合、雌の生殖孔もこれに対応せねばならない。陰茎を挿入するための雌の生殖孔を膣という。
このように、真の交尾をおこなう動物では、体内の生殖器官の他に、外部に種に特有な構造が雌雄ともに発達する。そこで、体内の生殖器官を内性器、体外の部分を外性器ということもある。
雌の側が、体内で卵を一定期間保育するものでは、輸卵管などにそのための空間が必要になる。特に、胎生のものでは、胎児を保育する部分が発達する。これを子宮という。

## 植物の場合
花は、種子植物にとっての生殖器官である。単複世代交代型の生活環をもつ種子植物の受精は花粉と胚珠の接触（受粉）によって起こる。被子植物では花粉が雄蕊の葯、胚珠は雌蕊の子房で形成される。雄蕊にはその下に柄である花糸が、雌蕊にはその先端に柱頭があり、花にはこのほかに花びらや萼・蜜腺などの構造がある。裸子植物には子房は存在せず、雌花の露出した胚珠の表面に雄花で作られた花粉を直接受粉する。
これらの構造・形状は花粉の媒介方法の違い（風媒花・虫媒花など）により特徴付けられる。この構造と花粉媒介者の相互作用によって花は受粉を実現し、受粉後に形成される精子および精核を花粉管を通じて胚珠の卵細胞と接触させ受精に至るための器官である。花は植物の種によって雄蕊（雄性生殖器）・雌蕊（雌性生殖器）を併せ持つ両性花となるもの、同株上に雄蕊のみの雄花と雌蕊のみの雌花をつけるもの（単性花・雌雄同株）、株自体に雌雄の性別があり、それぞれ別個に雄花・雌花のみをつけるもの（単性花・雌雄異株）の違いがある。

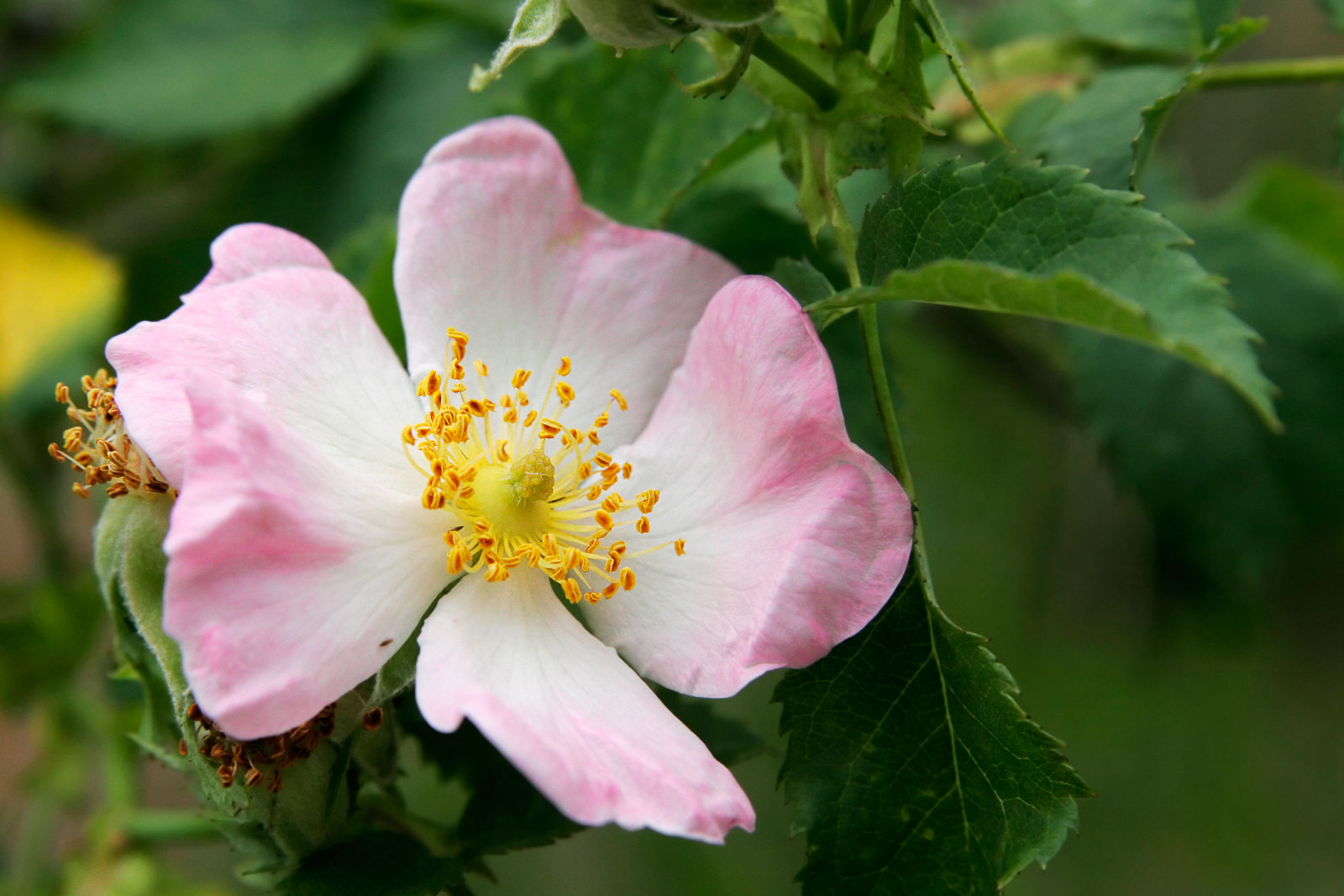
バラ属の一種：雌蕊を取り囲む雄蕊（雌雄同株・両性花）
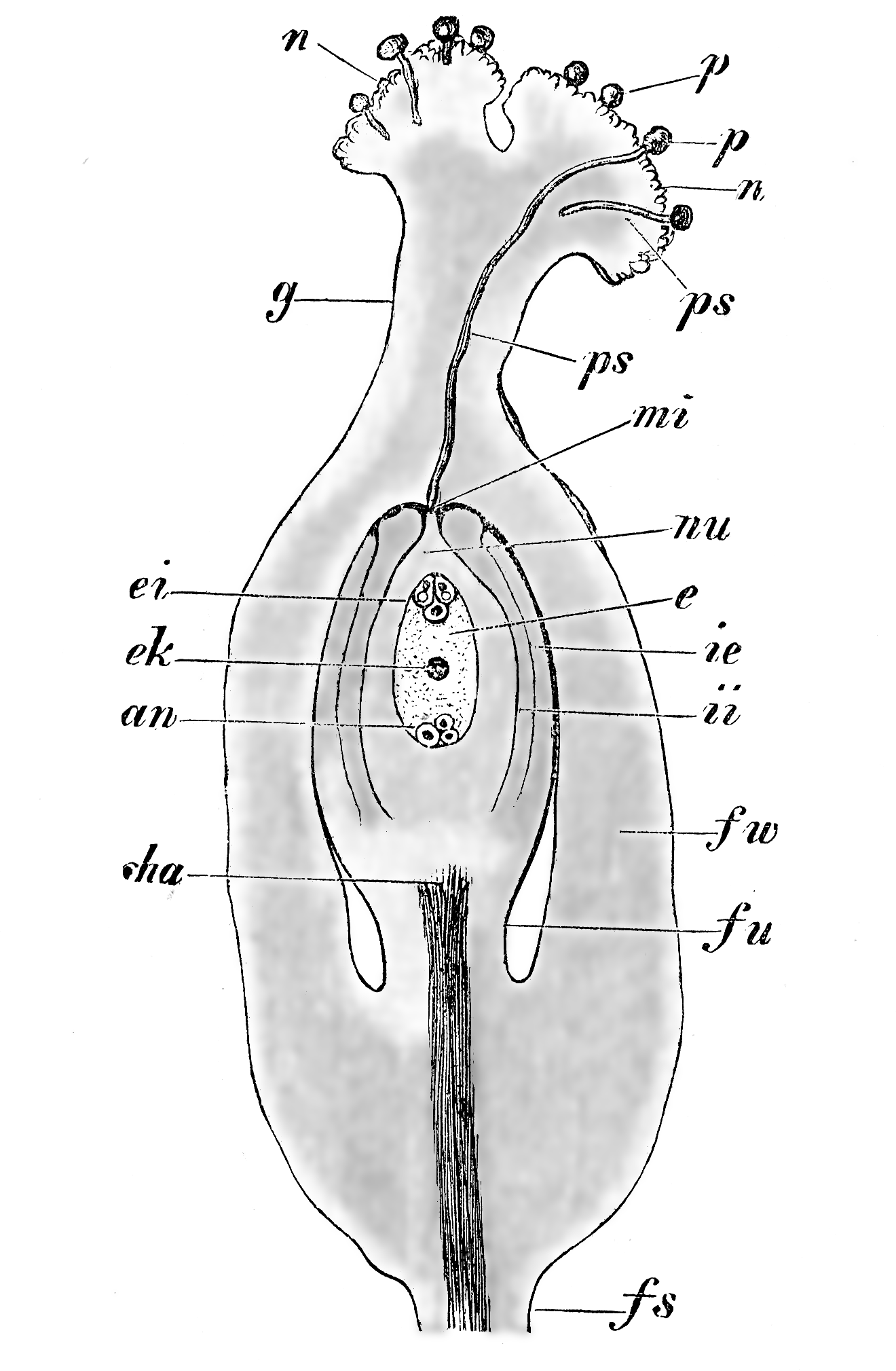
雌蕊の断面／n ： 柱頭、p ： 花粉、ps ： 花粉管、e ： 胚珠、fw ： 子房
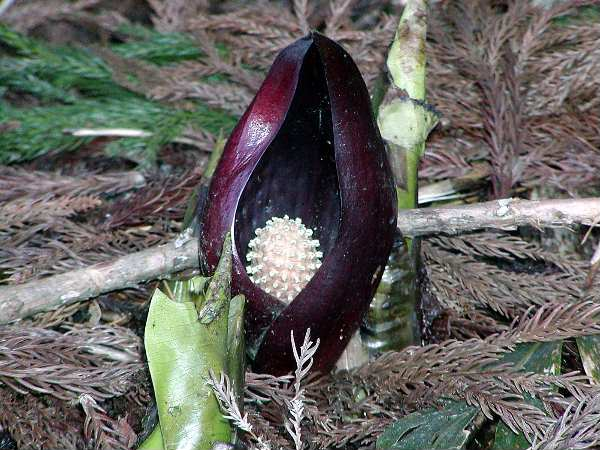
ザゼンソウ（両性花・雌雄同株、ただし性表現が遷移する）
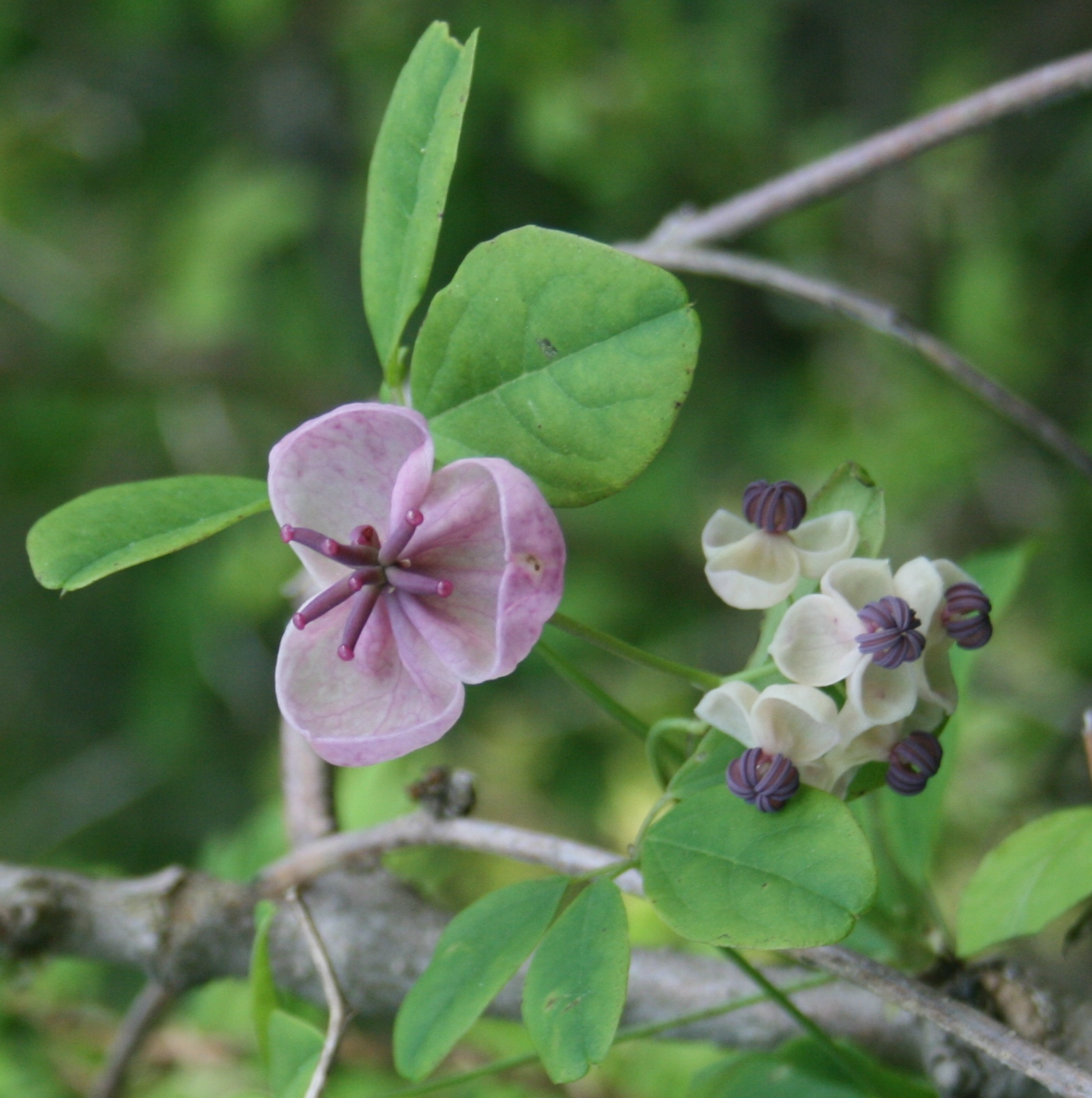
アケビ（単性花・雌雄同株）／左：雄花、右：雌花
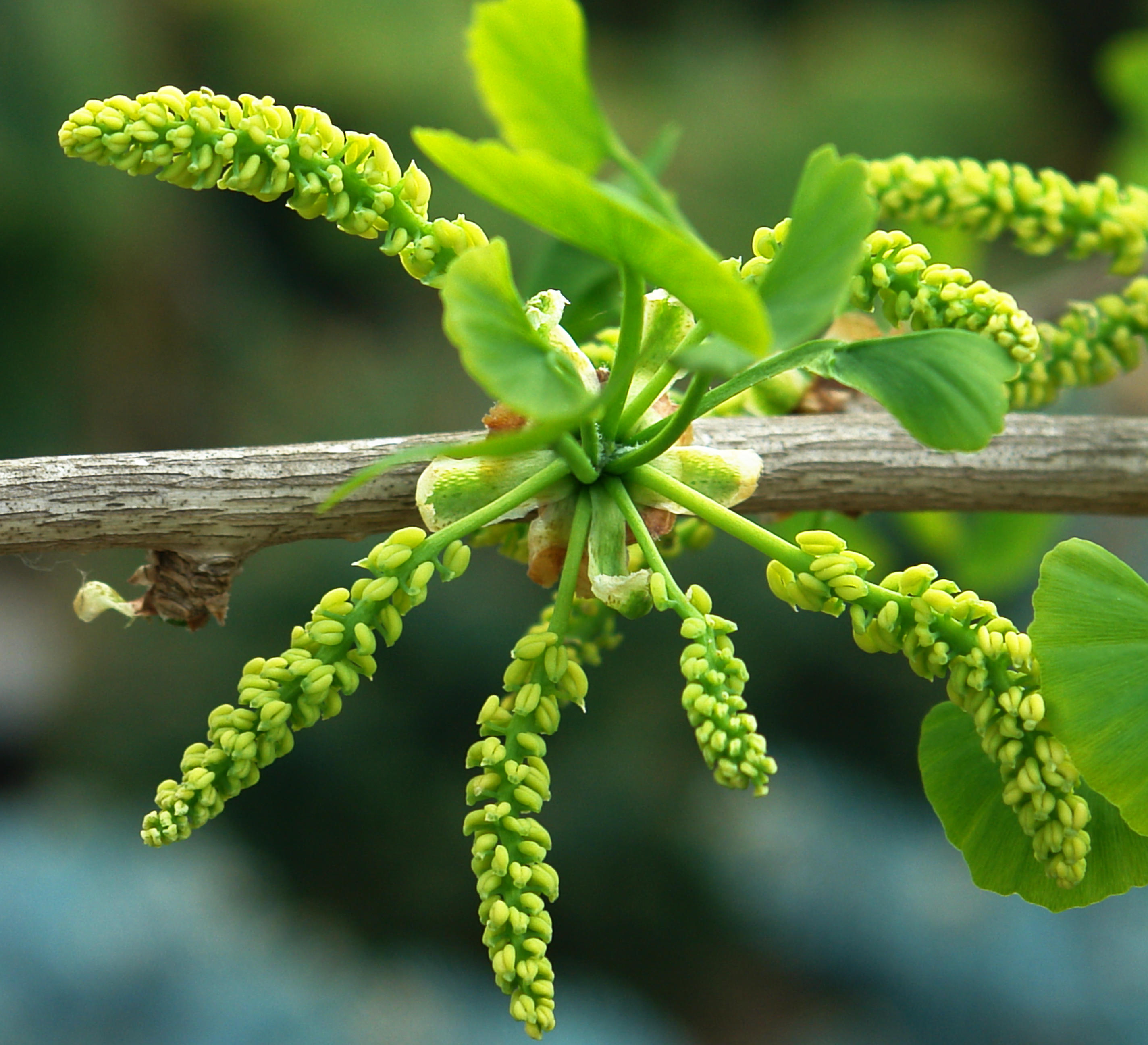
イチョウの雄花花穂（単性花・雌雄異株）

種子植物の場合、生活環の内で有性生殖に絡む部分が花に集約されているが、それ以外の有性生殖を行う植物ではシダ植物や藻類のように配偶子である細胞単位で直接に交接するなど、肉眼上では目立った生殖器官として観察できる部分を持つものは少ない。
コケ植物（蘚苔類）の場合、配偶体である葉状体（配偶体、コケのからだ）の上に独特の構造をもつ雌性生殖器である造卵器と雄性生殖器である造精器を形成し、それぞれに卵細胞と精子をつくる。雌・雄生殖器は直接的に交接はしないが、降雨の際などで冠水すると精子が水中に流れ出して遊泳し造卵器に達すると受精して、胞子を形成する。たとえば、ゼニゴケの場合は成熟すると、雌雄異株の葉状体上に目立った傘状の造精器・破れ傘状の造卵器を形成する。また、ジャゴケの雌器托（造卵器）はキノコ状だが、造精器は柄のない楕円形ものがそれぞれ葉状体上に形成される。

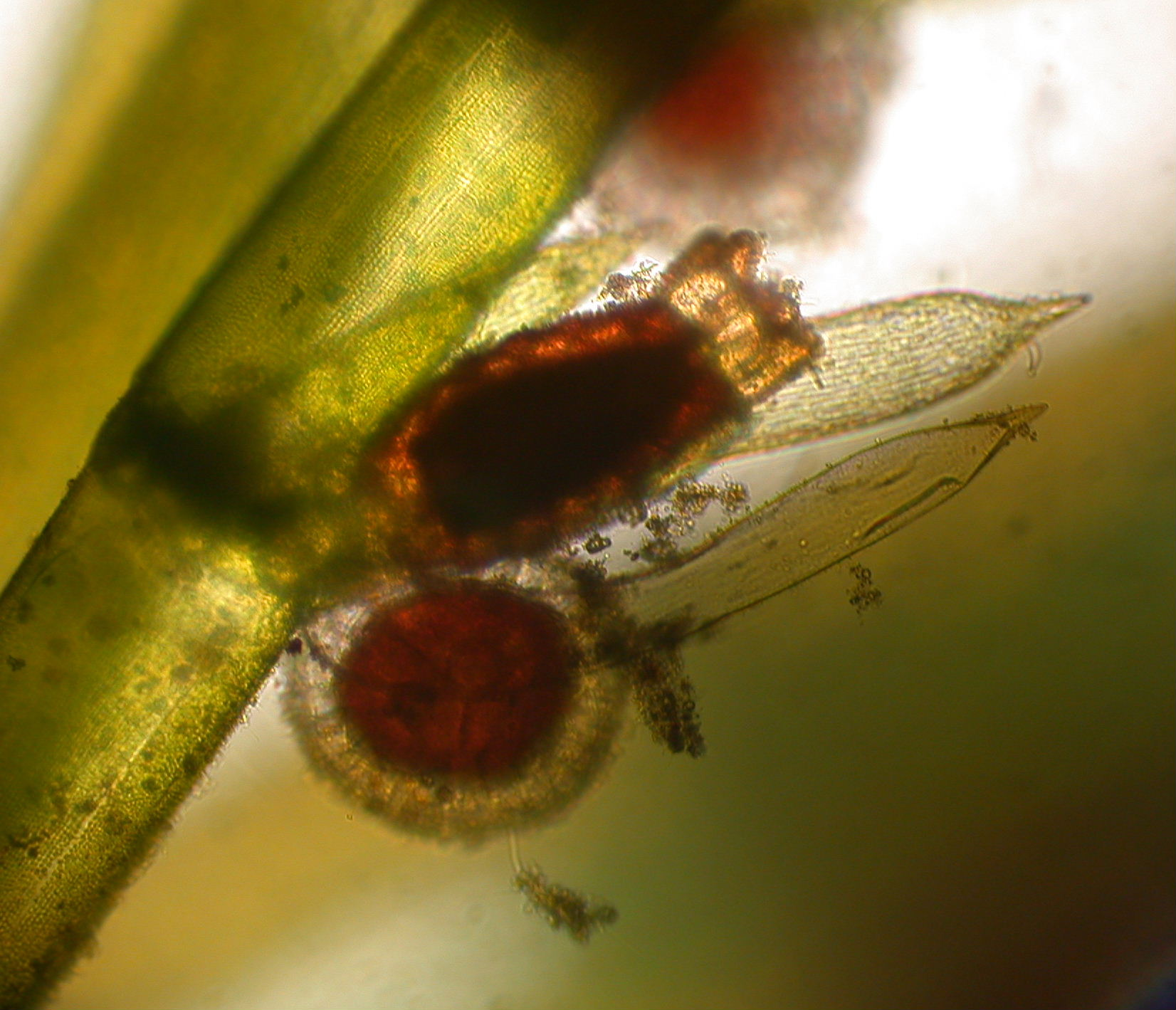
車軸藻の一種の生殖器官（上が造卵器、下の丸いのが造精器）
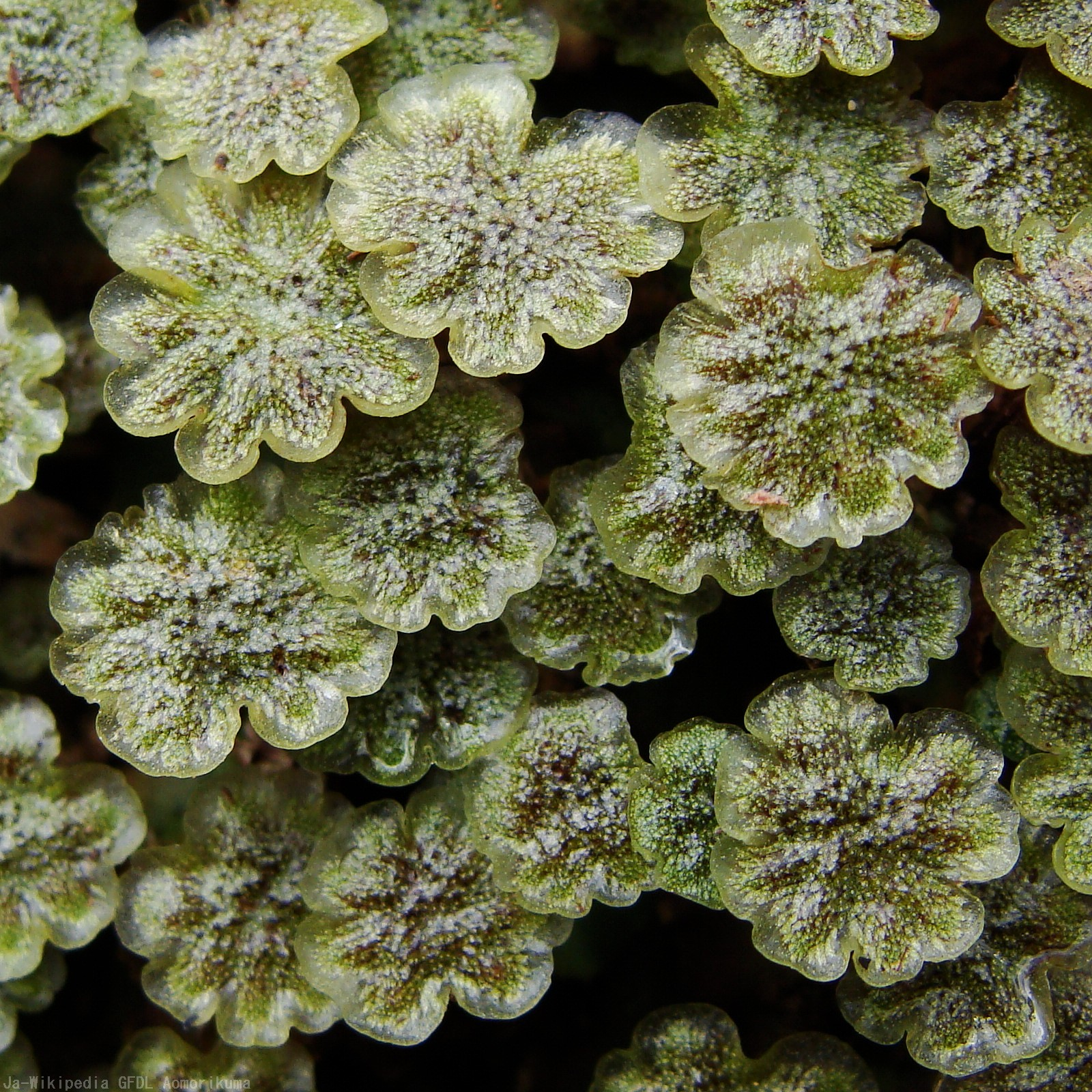
ゼニゴケの一種の雄器托（造精器）
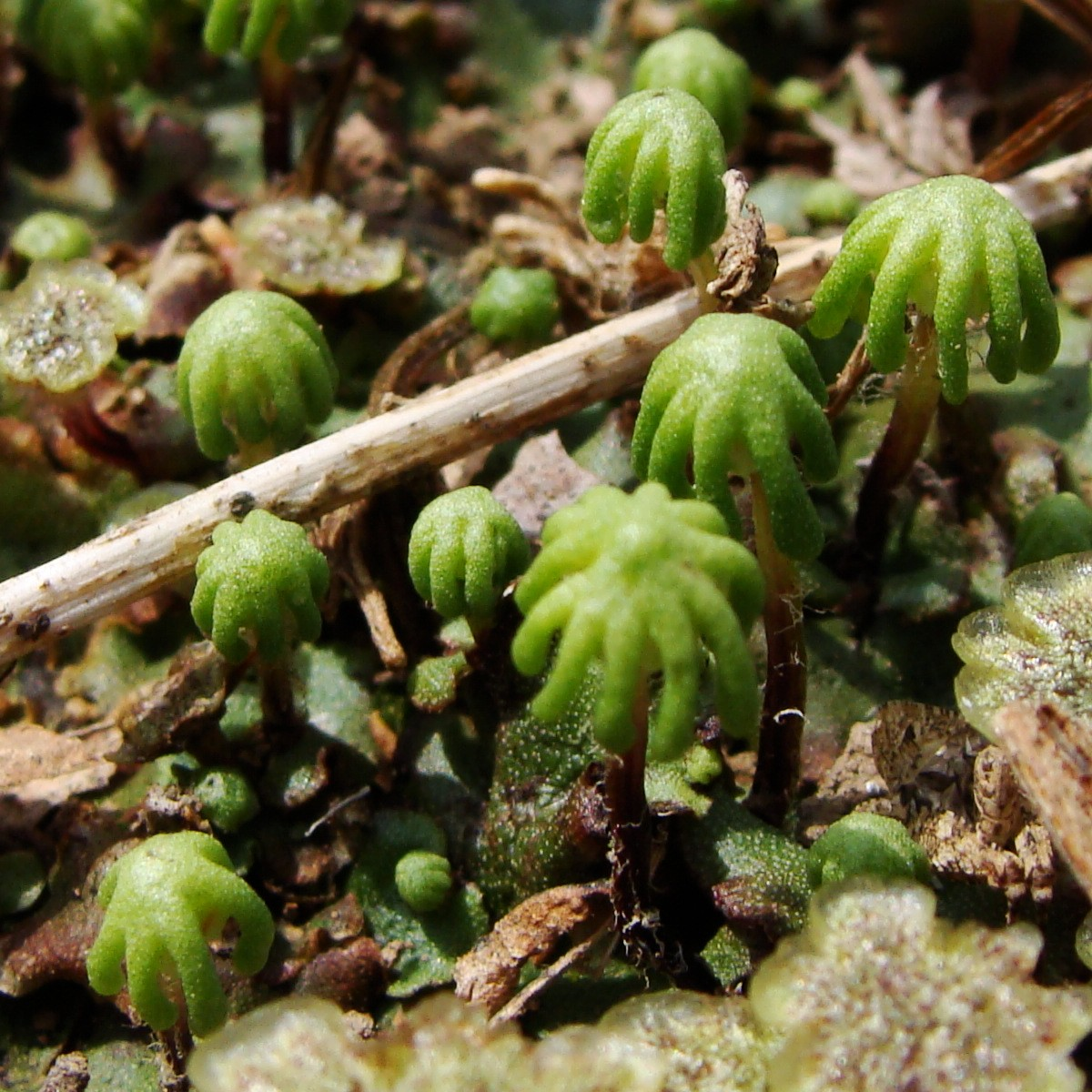
ゼニゴケの一種の雌器托（造卵器）
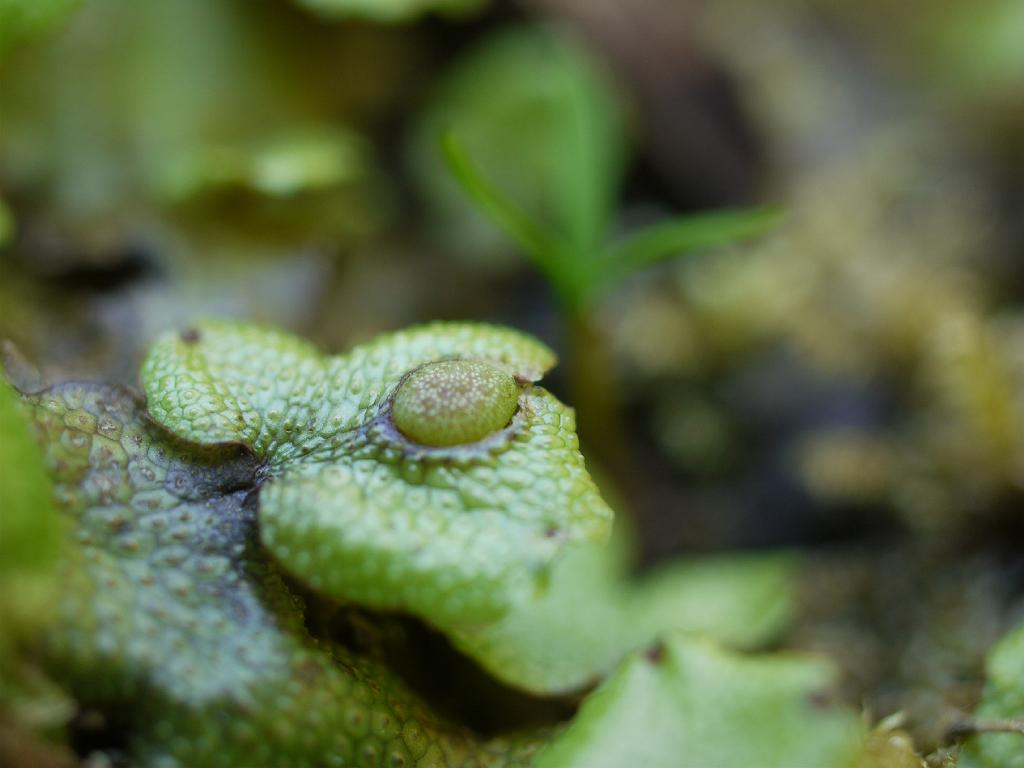
ジャゴケの雄器托（造精器）
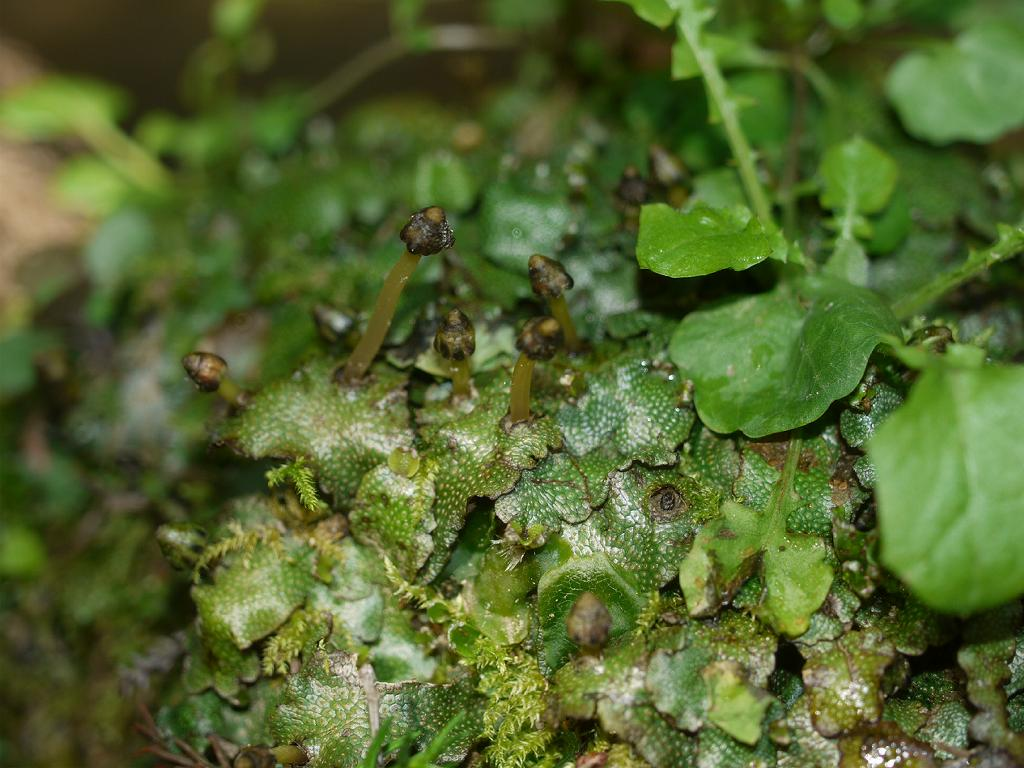
ジャゴケの雌器托（造卵器）

## 生殖器の一覧

### 雄性生殖器

#### 動物
- 精子を作る - 精巣（睾丸）、陰嚢。
- 精子を運ぶ通り道 - 精巣上体、精管、射精管、尿道、陰茎。
- 精液の成分を分泌する - 精嚢、前立腺、尿道球腺（カウパー腺）
- 性交（交尾）に関連 - 陰茎

#### 植物
- 精子・精核を作る - 種子植物：雄蕊・花粉・葯（やく、花粉の袋）、コケ植物：造精器。
- 精子が通る管 - 種子植物：花粉管。

### 雌性生殖器

#### 動物
- 卵（卵子）を作る - 卵巣。
- 卵を運び、受精する場 - ：卵管（輸卵管）、子宮。
- 性交（交尾）に関連 - ヒト・動物：膣、陰核、大陰唇、小陰唇 、バルトリン腺（大前庭腺）、スキーン腺（小前庭腺）恥丘
- 胎児が育つ（哺乳類） - 子宮、胎盤

#### 植物
- 卵（胚）を作る - 種子植物：胚珠、コケ植物：造卵器。
- 受粉器官 - 被子植物：雌蕊。
- 胚珠（種子）が育つ - 被子植物：子房。（→裸子植物：子房を持たず胚珠が露出）

### その他
- 総排出腔 - 主に哺乳類以外の脊椎動物の交接、産卵。

## 関連する概念
生殖器学生殖器について研究する学問。
生殖巣生殖器のうち、雄で精子をつくる器官（精巣）と、雌で卵をつくる器官（卵巣）のこと。またはそれをあわせた呼び方。
生殖腺、性腺脊椎動物の精巣と卵巣のこと。これらは、それぞれ精子や卵を作り出すと共に、アンドロゲン、エストロゲン（およびプロゲステロン）といった性ホルモンを分泌する内分泌腺でもあることから、腺をつけて呼ぶことがある。
内性器、外性器（外陰部）生殖器のうち、体内にあって体表からは見えない器官を内性器、体表にあって見えるものを外性器と呼ぶ。
性器ヒトの生殖器全体のこと、またはそのなかで特に、性交に直接関連する器官のこと。
交尾器、交接器ヒト以外で、体内受精を行う動物で、交尾あるいは交接に直接関連する器官のこと。